# Matthias Drawe

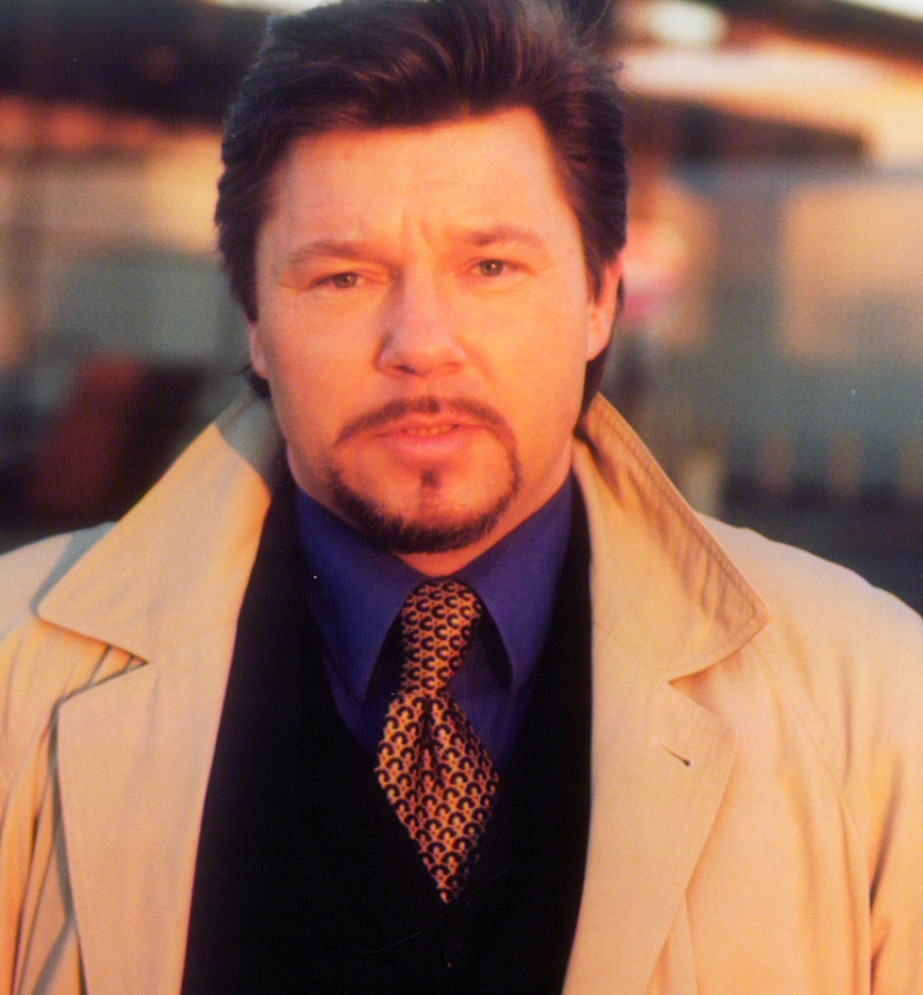
Matthias Drawe in New York, 2012

Matthias Drawe (* 4. Februar 1963 in Ost-Berlin) ist ein deutscher Journalist, Autor, Regisseur und Schauspieler.

## Leben
Drawe wuchs in einem Gebäude der DEFA in Potsdam-Babelsberg auf, im Grenzgebiet zu West-Berlin. Zusammen mit seiner Mutter und seinem Vater, Hans Drawe, einem damaligen DEFA-Dramaturgen gelang ihm 1970 eine spektakuläre Flucht nach West-Berlin. Mit einer ungesicherten Leiter kletterten sie über die Berliner Mauer und riskierten dabei ihr Leben.
Anfang der 1980er Jahre lebte Drawe in einem besetzten Haus in Berlin-Kreuzberg, eine Erfahrung, die er in seinem Roman Wilde Jahre in West-Berlin verarbeitet hat.
Durch einen gemeinsamen Freund lernte Drawe 1987 den türkischen Regisseur Şerif Gören kennen, der Anfang der achtziger Jahre die Regie des Films Yol – Der Weg (1982) für den inhaftierten Yilmaz Güney übernommen hatte. Gören war in Kreuzberg, um die Komödie Polizei (1988) mit dem türkischen Schauspieler Kemal Sunal zu drehen. Gören besetzte Drawe als Kleinkriminellen.
Inspiriert durch Gören, drehte Drawe Die Kunst, ein Mann zu sein (1989) auf russischem Schwarzweiß-Material, das Freunde aus der DDR geschmuggelt hatten. 1990 gründete er zusammen mit anderen unabhängigen Filmemachern das Kellerkino in Kreuzberg. Unter anderem wurden dort die frühen Kurzfilme des damals noch unbekannten Florian Henckel von Donnersmarck gezeigt, der später einen Oscar für Das Leben der Anderen gewann.
Nachdem Drawe die Spielfilme Der König von Kreuzberg (1990) und Der Elfenbeinturm (1992) gedreht hatte, schrieb er den Pilotfilm und die erste Folge der ZDF-Serie Lutz & Hardy mit Karl Lieffen und Hans Korte in den Hauptrollen.
1995 zog Drawe nach New York City und arbeitete dort als Journalist für Deutschlandradio Kultur. Das Gros von Drawes Radioreportagen wurde von Schauspieler Christian Brückner zum Leben erweckt, der offiziellen Synchronstimme von Robert De Niro.

## Filmografie
- 1988: Polizei (Darsteller)[4], Regie: Şerif Gören
- 1989: Die Kunst, ein Mann zu sein (Buch und Regie, Darsteller)[5]
- 1991: Der König von Kreuzberg (Buch und Regie, Darsteller)[6]
- 1993: Der Elfenbeinturm (Buch und Regie, Darsteller)[7]
- 1994: Lutz & Hardy, ZDF-Fernsehserie mit Karl Lieffen und Hans Korte
Drehbücher zu Pilotfilm und 1. Folge (zusammen mit Hans Drawe)

## Radioreportagen (Auswahl)
- 2002: Die Mauer von Tijuana – Grenzerfahrungen in Mexiko[8]
- 2002: Kinga und Micky – Schuhverkäufer in Manhattan[9]
- 2002: Geliebte Mumpies – Dick sein ist schön – auf Jamaika[10]
- 2003: Mein Lohn ist die Hoffnung – Stand-up Comedians in New York[11]
- 2003: Das Leben ist ein Strand – Karnevalsblues an der Copacabana[12]
- 2004: Funny musst du sein! – Als Ausländer auf Jobsuche in Tokio[13]
- 2004: Haiti 2004 – Land in Unruhe[14]
- 2005: Respekt für den Rastaman! – Musiker auf Jamaika[15]
- 2005: Point Barrow Alaska – Am nördlichsten Punkt der USA[16]
- 2006: Von Arroz con Pollo bis Empire Chicken – Das Huhn in den Kochtöpfen New Yorks[17]
- 2006: Auf den Hahn gekommen – Unerwartete Begegnungen in Puerto Rico[18]
- 2007: Wir zahlen keine Miete mehr – Landnahme in Brasilien[19]

## Bücher
- Wilde Jahre in West-Berlin.  Micha Strahl, Illustrator, Rene Alfaro (Hrsg.).  Kindle, 2014.
- Fast ganz oben. 2017.
- Die Welt ist meine Auster. Reiseberichte. Bd. 1. Selbstverlag, 2019. ISBN 979-8-201-86362-3
- Die Welt ist meine Auster. Bd 2. Selbstverlag, 2022 ISBN 979-8426953079